# Йордан Стратиев
Йордан Стефанов Стратиев е български поет, преводач и дипломат.

## Биография
Роден е на 21 март 1898 г. в Станимака. Получава гимназиално образование в София. През 1921 г. завършва Софийския университет със специалност „Право“.
Работи в Министерството на външните работи. На дипломатическа служба е в Румъния, Югославия, Австрия, Белгия и Чехословакия.
През 1927 г. публикува стихосбирката „Велики Петък“. Автор е на детските книги „Доктор Петър. Поема за деца“ (1956) и „Жабешка история. Приказка в стихове“ (1960). Негови стихове са публикувани в „Българан“, „Българска мисъл“, „Златорог“, „Литературен глас“, „Стършел“ и други. Използва псевдонима Даню за публикуваните си стихове в „Българан“.
Работи също като преводач от руски и румънски език. Негово дело е преводът на драмата „Орлето“ от Едмон Ростан. Превежда също Ендре Ади, Райнер Мария Рилке, Миклош Зрини, Балинт Балаши, Михай Еминеску, Даниел Бержени, Михай Вьорошмарти и други.
В резултат на промяната на държавната власт в България след Деветосептемврийския преврат, Стратиев е репресиран и изпратен в концлагера Белене.
Умира на 22 февруари 1974 г.

## Памет
На Йордан Стратиев е наречена улица в жилищен комплекс „Малинова долина“ в София (Карта).